# 砕屑岩
砕屑岩（さいせつがん、英語: clastic rock）は、地表の岩石から風化・侵食によって生じた粒子（砕屑物）によって構成されている堆積岩である。特に、火山由来の粒子が堆積してできたもの（凝灰岩など）は、火山砕屑岩（火砕岩）と呼ぶ。
砂岩と泥岩には、粒径のわずかな違いから、葉理と呼ばれる堆積構造が発達することが多い。一般に、堆積に水が関与している砕屑物の粒径は、堆積時の水のエネルギーの大小を反映するとされている。そのため、砕屑岩の研究においては砕屑物の粒径の変化、葉理、その他さまざまな堆積構造の発達の有無が重視される。

## 区分
砕屑岩は主要な砕屑物の粒径により、大きく礫岩・砂岩・泥岩に区分される。
- 礫岩 - 主要な砕屑物の平均粒径が 2ミリメートル (mm) 以上のもの。
- 砂岩 - 主要な砕屑物の平均粒径が  1/16 mm 以上 2 mm 以下のもの。
- 泥岩 - 主要な砕屑物の平均粒径が 1/16 mm 以下のもの。
  - シルト岩 - 泥岩の中で平均粒径が 1/256 mm 以上 1/16 mm 以下のもの。
  - 粘土岩 - 泥岩の中で平均粒径が 1/256 mm 以下のもの。

礫岩のうち、礫が角張っているものは角礫岩という。また、泥岩が剥離性（）をもつようになったものを頁岩や粘板岩という。

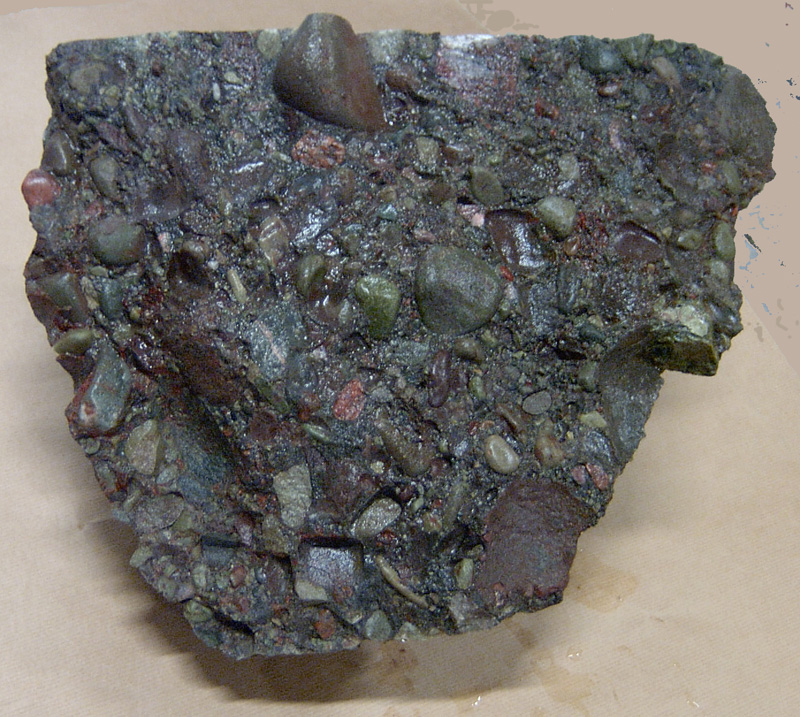
礫岩
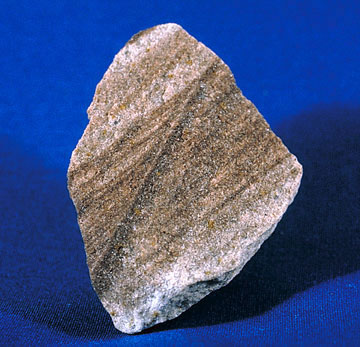
砂岩
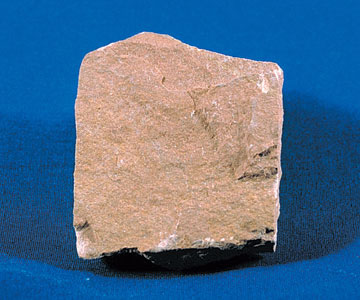
泥岩（シルト岩）
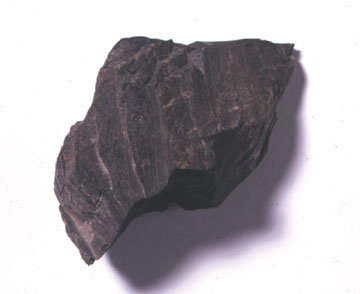
頁岩
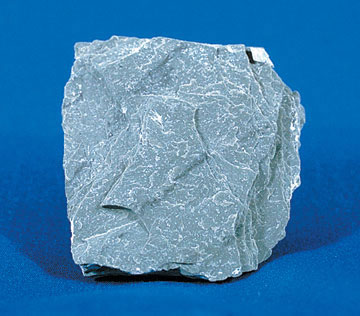
粘板岩